# Catalão
Catalão és un municipi brasiler de l'estat de Goiás. La seva població el 2021 era de 113.091 habitants, ocupant una àrea de 3.789,5 km². L'economia del municipi –la tercera més important de l'estat– es basa en els sectors miner i mecànic, amb un districte miner industrial propietat del govern de l'estat de Goiás.
A l'àrea metropolitana de Catalão s'hi troben els municipis d'Ipameri, Ouvidor, Três Ranchos, Davinópolis, Goiandira, Cumari, Nova Aurora, Anhanguera i Corumbaíba.
El gentilici dels seus habitants, en portuguès, és catalano / -a / -os / -as.

## Història
Poc se sap dels primers habitants de Catalão. Es té per sabut que el territori va ser poblat per almenys dues nacions ameríndies, els Caiapós i els Carijós. Amb l'avenç dels bandeirantes portuguesos, els primers fugiren endinsant-se cap a l'oest de la colònia, mentre que els carijós foren traslladats a una reducció situada a l'est, on foren assimilats. Per la tipologia del terreny, no gaire fèrtil però abundant en caça i pesca, Catalão va ser lloc de pas d'altres pobles indígenes, com ara els Araxás o els Cariris.
La primera referència històrica es remunta al començament de la dècada del 1720, en els escrits recopilats pel religiós i historiador hispanobrasiler Luís Palacin Rodriguez en la seva História de Goiás em documentos. Palacín explica que l'explorador Bartolomeu Bueno da Silva "Anhanguera" es trobava en les terres que ara pertanyen a l'extrem sud-est de Goiás i des d'on, el 1722, va partir una de les seves famoses bandeiras. Els documents parlen d'un clergue d'origen català, a qui anomenaven O Cathalam ("El Català"), que s'hi havia establert i que havia crear una petita comunitat, on les expedicions feien cap per reagrupar-se, avituallar-se i comerciar. L'existència del llogarret seria confirmada el 1736 per António Luís de Távora, que fou governador de la Capitania de São Paulo entre 1732 i 1737.
La regió va ser coneguda per la violència de les famílies que la van anar governant durant els dos primers segles; fins i tot els historiadors actuals la comparen amb el far west estatunidenc. El 1810 un terratinent anomenat Antônio Manoel va cedir una part de les seves terres per a construir una capella dedicada a la Mare de Déu, i així atreure pobladors a la regió i revaloritzar les seves terres. Al voltant de l'església s'establiren magatzems i comerços, que donaren lloc a un poblat que, el 1824, comptava ja amb 18 cases construïdes i diverses cabanyes.

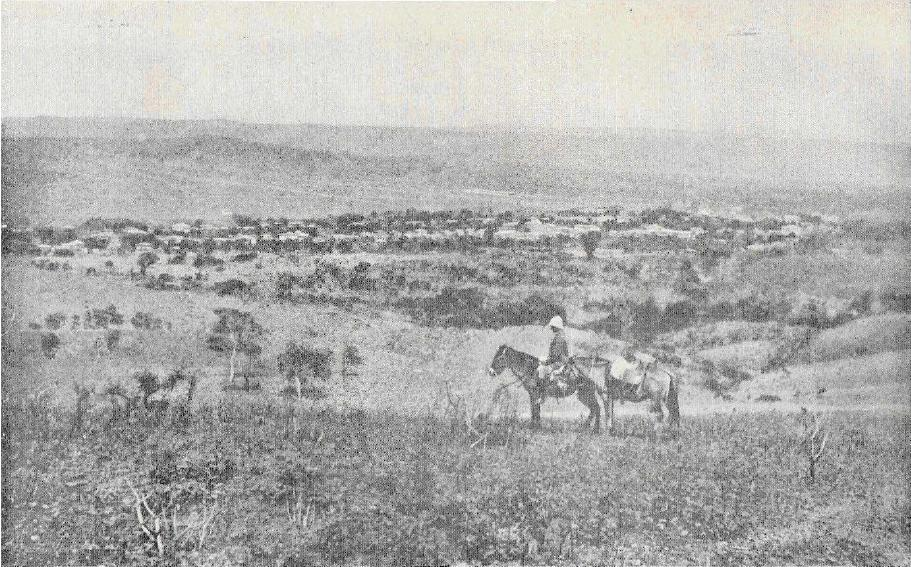
Panoràmica de Catalào de l'any 1892.

El creixement de la localitat va ser ràpid: el 1833 assolí la categoria de vila, el 1850 fou nomenada capital de comarca i el 1859 va ser elevada a la categoria de ciutat. L'escriptor Bernardo Guimarães va narrar el dia a dia de la localitat en la seva obra O Índio Affonso (1872). A finals del segle xix, Catalão tenia al voltant de 200 cases i poc més de 1.000 habitants. Gràcies a l'arribada del ferrocarril a la regió, va experimentar un important creixement a la dècada del 1920, arribant a ser la ciutat més rica i poblada de l'estat (38.514 habitants).
Catalão s'havia especialitzat en la ramaderia, sent una gran productora de carn i de bestiar de càrrega. En aquella època, va iniciar-se la diversificació agrícola de la zona, passant a produir també arròs i fesols, que abastaven les regions cafeïcultores properes. Però, en les següents dècades, la ciutat va perdre el pols econòmic davant de Goiânia (la nova capital de l'estat des de 1935), Brasília (nova capital federal des de 1960) i Uberlândia (la segona ciutat més important de Minas).

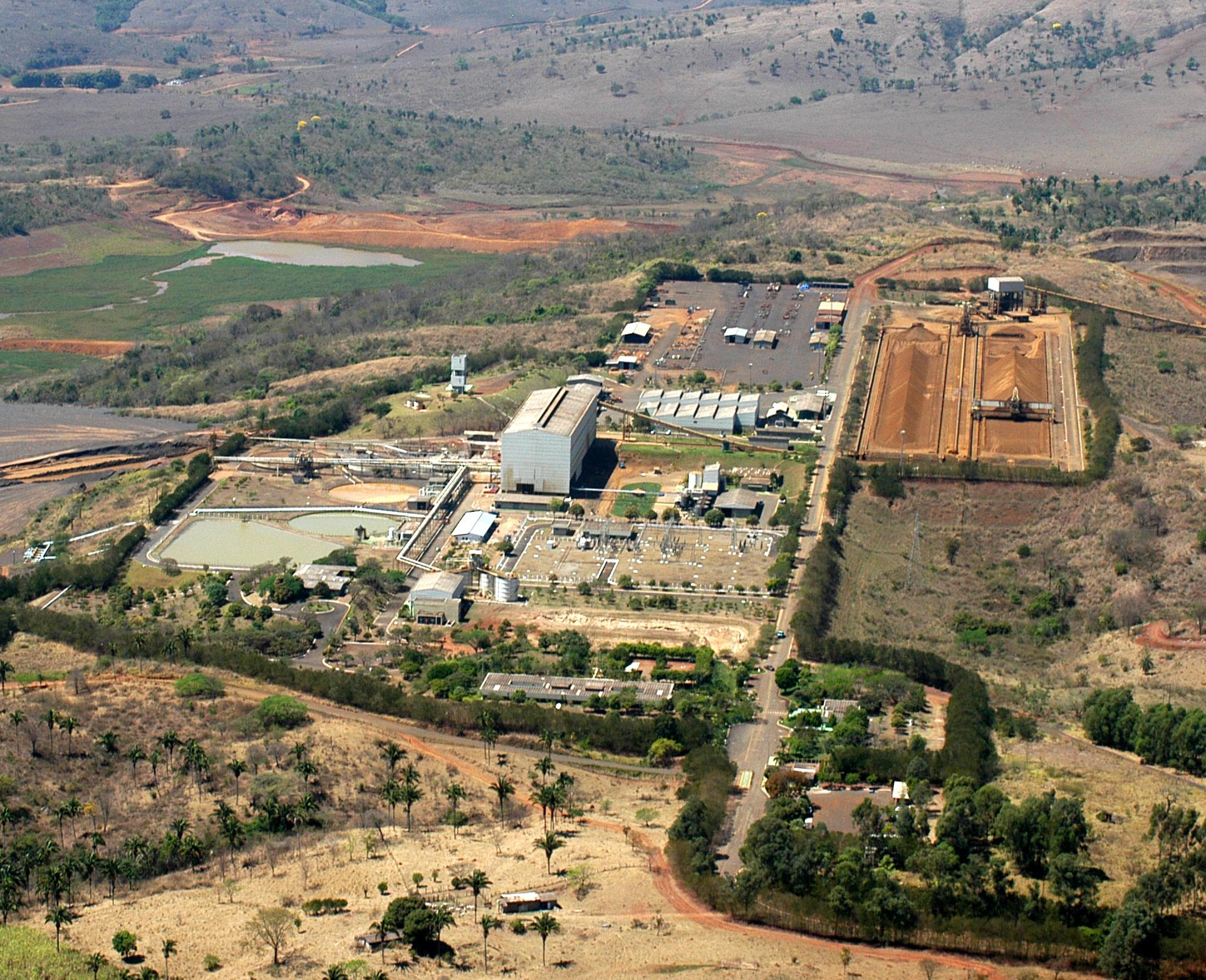
Planta productora de fosfats a Catalão.

Més endavant, la ciutat va experimentar un nou impuls arran de l'explotació de mines de fosfat, niobi i terres rares. Això va fer que Catalão rebés una forta inversió industrial, que va col·locar el municipi, a principis del segle xxi, en la tercera economia goiana, tot i tractar-se només de la seva setzena localitat més poblada.

## Geografia
El relleu del terme municipal és molt variat, amb valls fluvials a 650 m sobre el nivell del mar; diverses carenes arrodonides (mar de morros o mar de turons) que oscil·len entre els 800 i els 1.200 m i un altiplà o chapada que ronda els 1.000 m. El bioma predominant és el cerrado. Hi ha una gran diversitat d'aus, rèptils i peixos. Al terme s'hi poden trobar tapirs, titís, paques, formiguers gegants, capibares o llúdrigues, alguns d'ells també en la zona urbana.
Els principals rius que circulen per la localitat són el Paranaíba, el São Marcos, el Veríssimo i el São Bento. A més, destaca la riera Pirapitinga, que travessa l'àrea urbana. Els principals turons de la ciutat són el de São João, Três Cruzes i Santo Antônio.
Catalão té un clima temperat subhumit d'altitud, amb dues estacions ben definides: una plujosa, d'octubre a abril; i una altra seca, de maig a setembre. La pluviositat mitjana és d'aproximadament 1.450 mm. La localitat té una estació meteorològica que guarda registres des de 1931. La temperatura mínima mai registrada data de 1933, amb 0.2 °C; mentre que la màxima és de 2020, amb 38,8 °C. També és d'aquest any el major registre de pluja acumulada en 24 hores, amb 153 mm.

## Política

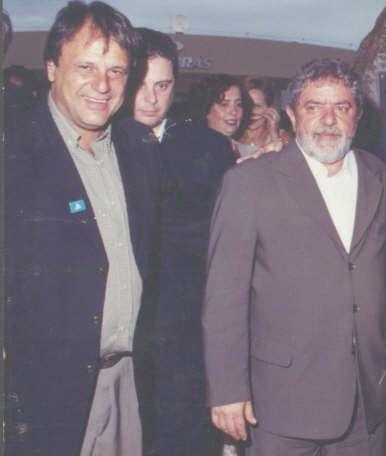
Adib Elias (esquerra) al costat del President Lula da Silva (2007).

El municipi està dividit en tres districtes: Catalão, Pires Belo i Santo Antônio do Rio Verde. El poder executiu de Catalão té la seva seu al Palácio Pirapitinga, mentre que el legislatiu recau en la Cambra Municipal, que actualment està composta per 17 regidors.
L'alcalde catalano per la legislatura 2021-24 és Adib Elias Júnior, exercint el seu quart mandat (2001-04, 2005-08 i 2017-20). Elias també ha sigut diputat federal, en tres ocasions (1995-98, 1999-00 i 2015-16).

## Economia

### Sector primari
Els productes agrícoles més cultivats en el terme municipal són la soia i el blat de moro, seguits a força distància per blat, arròs, fesol, mandioca, café, cors de palmera i all. Les plantacions latifundistes de grans es troben principalment al districte de Santo Antônio, a l'extrem est del terme municipal. Al municipi també hi ha abundants granjes de gallines i bovins.

### Sector secundari
Les principals empreses instal·lades són les muntadores de les marques John Deere i Mitsubishi. Les mines trobades al terme municipal són de propietat estatal, que cedeix l'extracció i producció a tercers, com Mineração Catalão, Copebrás o Vale Fertilizantes. Un altre sector amb presència destacada a Catalão és el tèxtil i, en especial, la moda íntima femenina.

### Indicadors socioeconòmics
Catalão és un dels municipis de Goiàs amb millor redistribució de la renda, amb un índex de Gini del 0,40. El PIB per càpita de 2019 va ser de 64.326,38 R$ (14.245 € amb el tipus de canvi del moment), situant-se entre el 4% millor del país. L'escolarització dels infants de 6 a 14 anys és del 97,1%. En canvi, la taxa de mortalitat infantil se situa en el 13,7‰, només en el percentil 66 del país.

## Infraestructures

### Transport
La ciutat està connectada per la carretera 050, que al uneix amb Uberlândia (110 km SO) i permet dirigir-se a Brasília (315 km N); i la carretera 352, que la lliga amb Goiânia (260 km NO) i fa via en direcció a Belo Horizonte (630 km SE). També té línia ferroviària i l'aeroport João Netto de Campos, malgrat aquest no admet vols comercials.
L'important riu Paranaíba, a causa del desnivell que ha d'afrontar des de Catalão fins a la represa de São Simão (300 km O), és inaprofitable pel transport fluvial de mercaderies; tot i que hi ha un estudi per habilitar la navegació a través de rescloses.
La localitat té una xarxa d'autobusos urbans i una terminal d'autocars, per on transiten línies interurbanes i interestatals.

### Subministraments
En la ciutat hi ha la central hidroelèctrica Serra do Facão, situada sobre el riu São Marcos, i una central tèrmica. També hi ha una estació potabilitzadora que tracta les aigües dels rierols Samambaia i Pari i la distribueix al districte central; mentre que els altres dos fan servir pous artesians per abastir-se.

### Educació
A més de la xarxa de centres de primària i secundària, públics i privats, Catalão té tres centres d'estudis superiors: La Universitat Federal de Catalão (pública), la Facultat Politècnica de la UNA i el Centre d'Ensenyament Superior de Catalão (privats).

### Salut
L'ajuntament va licitar l'abril de 2022 la construcció del nou Hospital Regional de Catalão, que donarà servei al sud-oest de l'estat.

## Cultura
Entre les personalitats catalanas, destaquen la pintora Goiandira do Couto, que va exposar la seva obra fins i tot en la seu de l'ONU; el músic Amado Batista, qui va vendre més de 25 milions d'àlbums en l'últim quart del segle passat, i l'escriptor i traductor William Agel de Mello.
Tot i la modesta importància històrica de Catalão, la ciutat ha sapigut crear un destacat ecosistema cultural, que li va valer el sobrenom de L'Atenes de Goiás. En el municipi hi ha diverses escoles de música, dança o teatre, dues corals i dues orquestes. Té cinema, biblioteca pública, a més del Museu Cornélio Ramos, el Centre cultural Labibe Faiad i la Fundació Maria das Dores Campos.
A la ciutat tenen lloc les Congadas de Catalão, una manifestació cultural afrobrasilera. Els dissabtes de setembre, les comunitats surten en processó, ballant al ritme d'instruments de percussió, en honor a Nossa Senhora do Rosário dos Pretos (la Mare de Déu del Roser dels Negres). El seu origen radica en els africans que van arribar a Goiàs durant el segle xix per treballar els camps i que van sincretizar els seus cultes.

## Esport

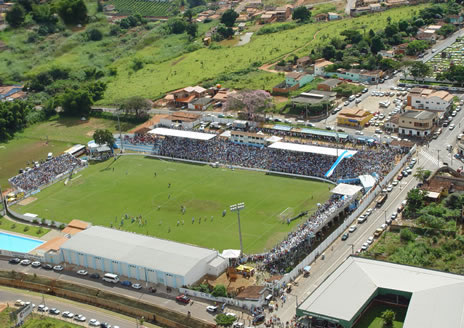
Estadi Genervino da Fonseca.

L'estadi de futbol Genervino da Fonseca té una capacitat per 8.500 espectadors i acull els partits del principal club esportiu de la ciutat, el Clube Recreativo e Atlético Catalano (CRAC). La ciutat compta també amb un poliesportiu, una piscina olímpica, una pista d'atletisme, dos skateparks i un club nàutic, a la represa de Haley (batejada així pel batlle Haley Margon Vaz).
Els principals parcs de la ciutat són: Clube do Povo, Calixto Abraão, Pirapitinga, Santa Cruz, Paquetá, Buriti i Monsenhor Souza.

Galeria d'imatges de Catalão
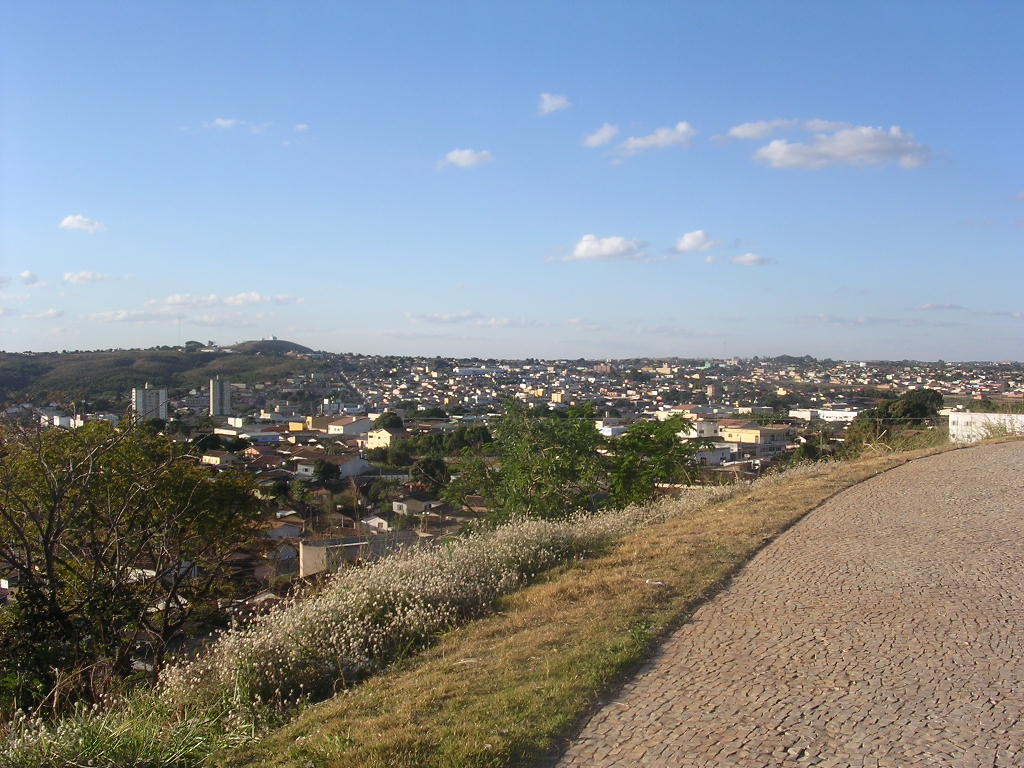
Vista des del turó de Três Cruzes
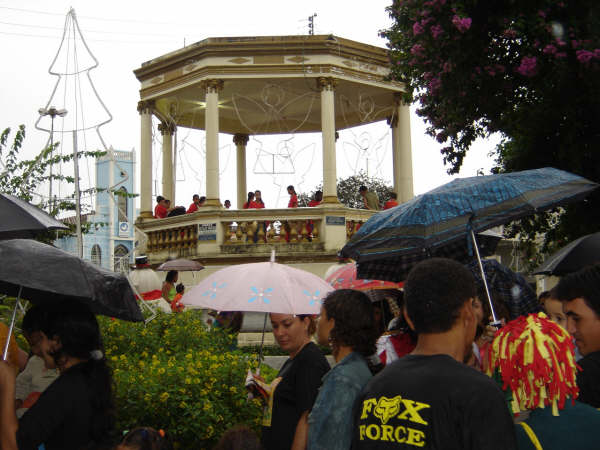
Un Templet a Catalão
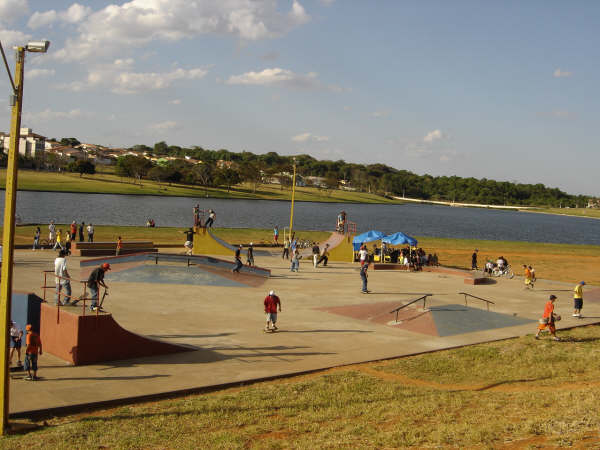
Skatepark al Clube do Povo
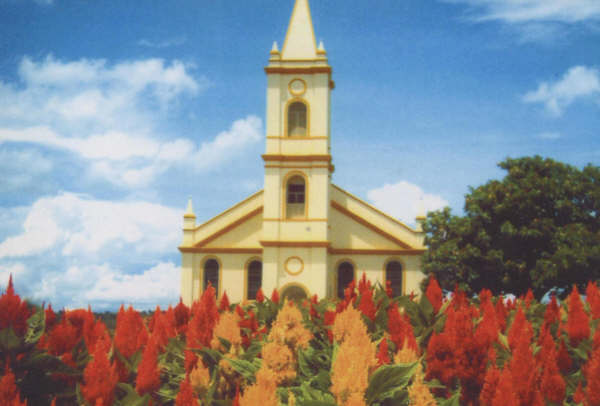
Església de Dom Bosco
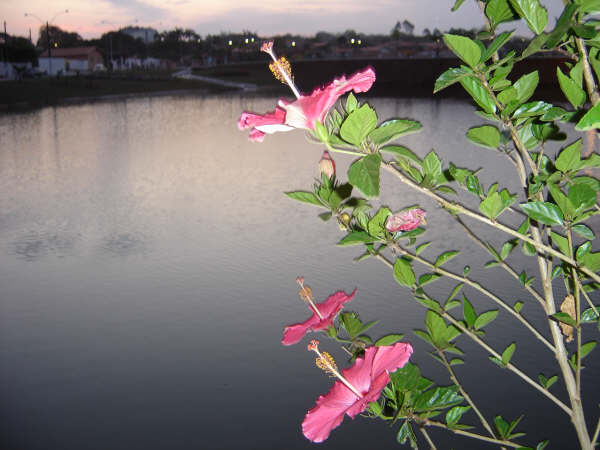
Flors al vespre sobre el llac
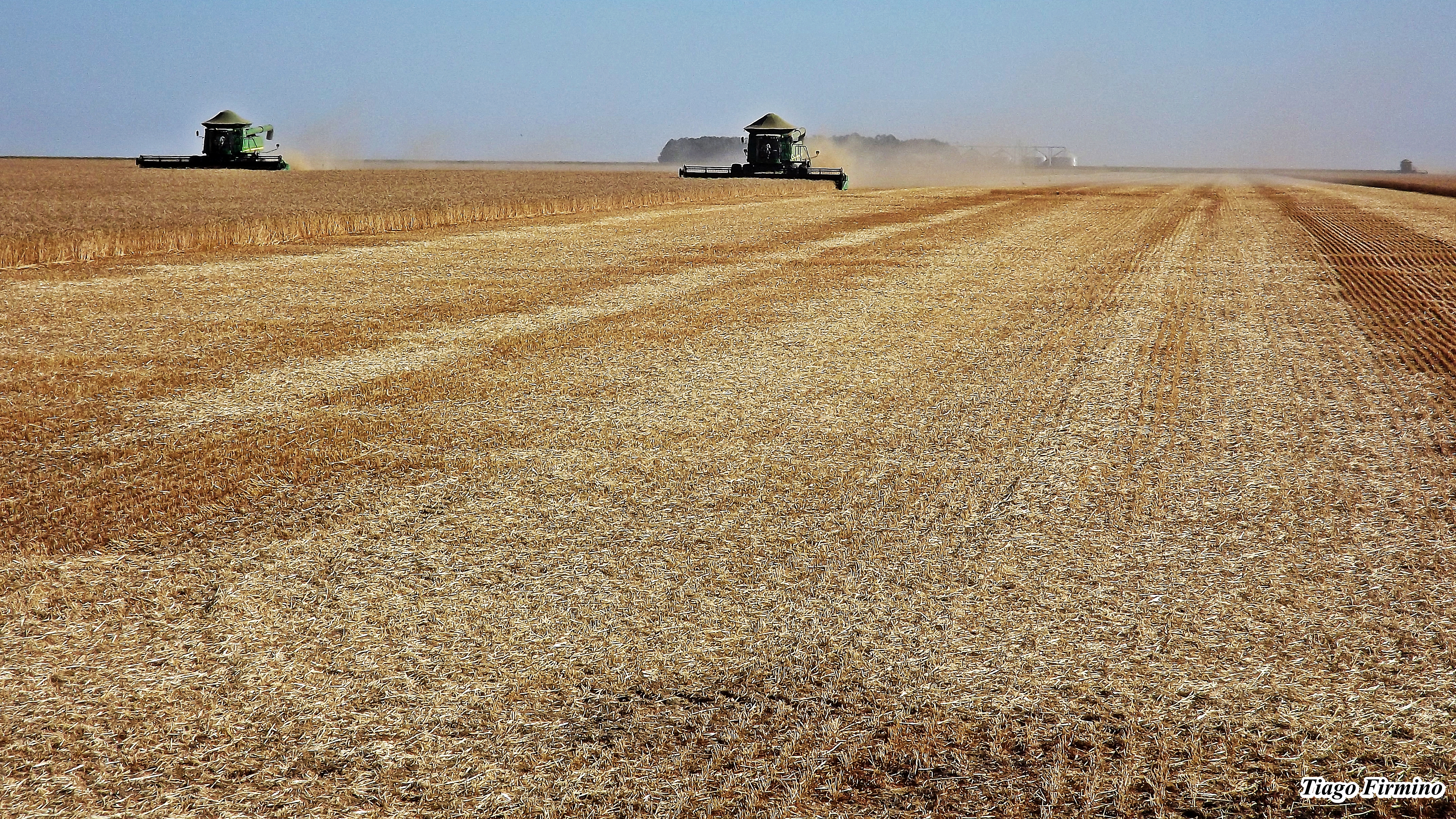
Collita de blat
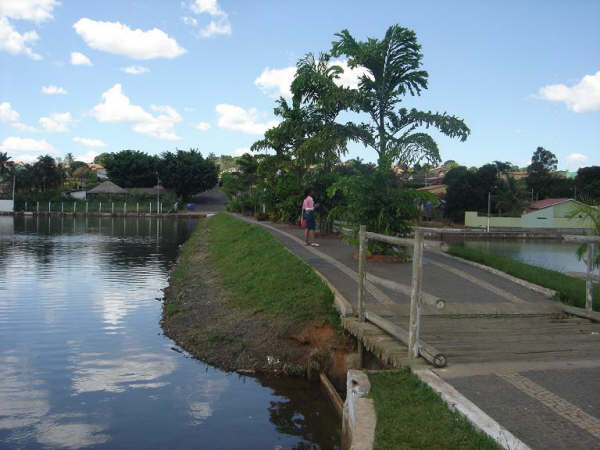
Parc Monsenhor Souza
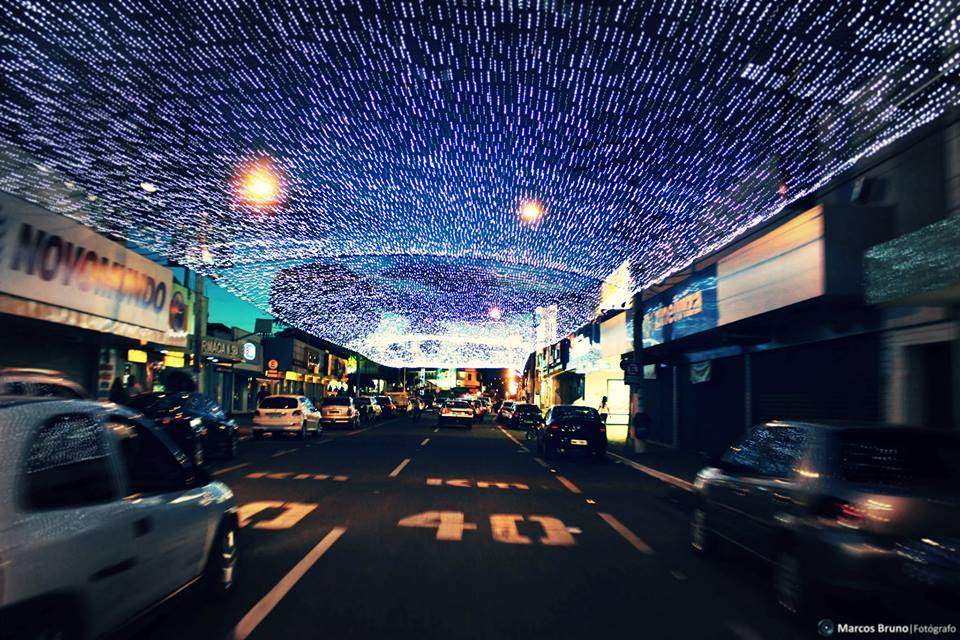
Decoració de Nadal